# Graptopetalum saxifragoides
Graptopetalum saxifragoides és una espècie de planta suculenta del gènere Graptopetalum, de la família de les Crassulaceae.

## Descripció
És una planta suculenta perenne, que forma rosetes, amb la tija fins a 6 cm de llarg i 0,6 cm de diàmetre.
Les rosetes de 2 a 4 cm de diàmetre, amb 50 a 60 fulles, formen denses estores.
Les fulles són lineals a oblanceolades o ovades, agudes, d'1 a 1,5 cm de llarg, 0,4 a 0,5 cm d'ample, i de 2 a 3 mm de gruix, de color verd pàl·lid o completament vermelloses.
Inflorescències de 1 a 4 per roseta, entre les fulles del mig, de 4 a 5 cm de llarg (en cultiu fins a 11 cm), de color vermellós o marró violeta, tirs en el cultiu de 1,5 a 7 cm, amb 5 - 7 flors, amb 1 o 2 branques en zigazaga, bràctees semblants a les fulles de la roseta, pedicels d'1 a 3 mm.
Les flors amb forma d'estrella de 5 puntes, fan pudor, amb els pètals estretament lanceolats, de 7 a 14 mm de llarg i 2 mm d'ample, de color blanc crema a groguenc, amb estampat de color violeta marró a la meitat superior, amb poques taques a la meitat inferior.

## Distribució
Planta endèmica de l'estat de Durango, Mèxic. Creix a 2400 m d'altitud.

## Taxonomia
Graptopetalum saxifragoides va ser descrita per Kimnach, Myron William i publicada a Cactáceas y Suculentas Mexicanas 22(2): 42. 1977.

### Etimologia
Graptopetalum: nom genèric que deriva de les paraules gregues: γραπτός (graptos) per a "escrits", pintats i πέταλον (petalon) per a "pètals" on es refereix als generalment pètals tacats.
saxifragoides: epítet llatí que significa 'amb forma de saxífraga', que en llatí significa 'trencadora de pedres'.